# NGC 4236-1
NGC 4236-1 je prečkasta spiralna galaktika u zviježđu Zmaju. Pripada skupini galaktika M81, koja sadrži poznatu spiralnu galaktiku Messier 81 i zvjezdorodnu galaktiku Messier 82.

## Vanjske poveznice
- (eng.) SEDS: NGC 4236
- (eng.) Revidirani Novi opći katalog
- (eng.) Izvangalaktička baza podataka NASA-e i IPAC-a
- (eng.) Astronomska baza podataka SIMBAD
- (eng.) VizieR